# Authorized Greatest Hits
Authorized Greatest Hits è una raccolta della rock band Cheap Trick, pubblicata nel 2000 dalla Epic. In questo caso è stata la band stessa a decidere le canzoni da includere nella raccolta.

## Tracce
1. I Want You To Want Me – 3:44 – (R. Nielsen)
2. Ain't That A Shame – 5:16 – (D. Bartholomew/Fats Domino)
3. Southern Girls (Single Version) – 3:35 – (R. Nielsen, T. Petersson)
4. Surrender – 3:57 – (R. Nielsen)
5. Stop This Game – 4:13 – (R. Nielsen, R. Zander)
6. Dream Police – 3:53 – (R. Nielsen)
7. If You Want My Love – 4:26 – (R. Nielsen)
8. Tonight It's You – 4:47 – (J. Brant, R. Nielsen, M. Radice, R. Zander)
9. Everything Works If You Let It – 3:56 – (R. Nielsen)
10. Mandocello – 4:46 – (R. Nielsen)
11. I Can't Take It (live) – 3:33 – (R. Zander)
12. She's Tight – 2:58 – (R. Nielsen)
13. That '70s Song – 2:50 – (C. Bell, A. Chilton,R. Nielsen)
14. Walk Away – 3:41 – (R. Nielsen, T. Petersson, R. Zander)
15. Can't Stop Falling Into Love – 3:49 – (R. Nielsen, T. Petersson, R. Zander)
16. The Flame (live) – 6:48 – (B. Mitchell, N. Graham)

## Formazione
- Robin Zander - voce
- Rick Nielsen - chitarre
- Bun E. Carlos - batteria
- Tom Petersson, Jon Brant - basso